# Tage E. Nilsson
 Tage Evald Nilsson, född 8 maj 1918 i Limhamn, död 14 december 2016 i Limhamn, var en svensk målare.
Han var son till timmermannen Anders Nilsson och Hanna Larsson och från 1942 gift med Inga Elin Eugenia Ohlsson. Nilsson studerade vid Skånska målarskolan 1941–1942 och Essemskolan i Malmö 1946–1949 samt vid Otte Skölds målarskola i Stockholm 1950 och under studieresor till Frankrike och Spanien. Han var verksam i Limhamn och på Öland, där han sommartid bodde i Runstens socken, och arbetade i traditionsbunden teknik, oftast i olja, med ljusets och färgens möjligheter, med motljuseffekter och i en impressionistisk anda. Bildvärden skildrar ofta realistiska landskap och mänmniskors vardagsliv.Separat ställde han ut på SDS-hallen i Malmö 1951 och tillsammans med Margareta Bille-Hofvander ställde han ut på Sturegalleriet 1957 samt tillsammans med Richard Björklund i Kungsbacka 1959. Han medverkade i Nationalmuseums utställning Unga tecknare 1950 och 1951 samt i samlingsutställningar arrangerade av Skånes konstförening, Sveriges allmänna konstförening, Arildsgruppen och i Stockholmssalongerna på Liljevalchs konsthall. Han tilldelades stipendium från Elin Trotzigs fond 1955. Hans konst består av stilleben, figurer, aktstudier samt landskap från Skåne och Öland utförda i olja, akvarell eller pastell. Limhamns konstförening delar ut ett stipendium i Nilssons namn och han var medlem i Konstnärernas Samarbetsorganisation. Nilsson är representerad vid Trelleborgs museum och Kalmar konstmuseum.  Sina tavlor signerde han med ett lågmält TN. – Han är gravsatt i minneslunden på Limhamns kyrkogård.